# Golden Misabiko
Golden Misabiko (* 23. März 1956 in Lubumbashi, Demokratische Republik Kongo) ist ein kongolesischer Lehrer und Menschenrechtsaktivist.

## Leben
Misabiko ließ sich am Teaching College of Lubumbashi zum Englischlehrer ausbilden (Examen 1985) und studierte Wirtschaftswissenschaften an der Université de Lubumbashi (Examen 2000). Er erlangte internationale Bekanntheit als Kämpfer für Menschenrechte und gegen illegalen Uranabbau. Misabiko wurde im Oktober 2014 mit dem Nuclear-Free Future Award in der Kategorie Widerstand ausgezeichnet.

## Aktivitäten und Aktionen
Golden Misabiko enthüllte im Jahr 2000, dass die damalige Regierung der Demokratischen Republik Kongo unter Joseph Kabila acht angebliche Putschisten ohne Gerichtsverfahren hinrichten ließ. Misabiko wurde daraufhin  am 5. Februar 2001 inhaftiert, gefoltert und für sieben Monate teils in Isolierhaft gehalten  – offenbar in der Absicht, ihn und andere Menschenrechtsaktivisten abzuschrecken.
Nach fortgesetzten Drohungen und Einschüchterungsversuchen verbrachte Misabiko rund zwei Jahre (2002 bis 2004) im schwedischen Exil. Nach seiner Rückkehr nach Lubumbashi wurde er 2005 vor der Schule seiner Zwillingstöchter verhaftet und abermals gefoltert.
Von 1997 bis 2009 war Misabiko Präsidenten der Association Africaine de Defense des Droits de l’Homme, Sektion Katanga.
2009 veröffentlichte Misabiko einen Bericht über illegalem Uranabbau in fünf Minen, die allesamt zuvor aus Sicherheitsgründen stillgelegt worden waren. Der Bericht enthüllte auch die Beteiligung von Politikern und Militärs, sowie die des französischen Atomkonzerns Areva.
Misabiko wurde erneut verhaftet, schwer gefoltert und unmittelbar mit Ermordung während der Haft bedroht.
Amnesty International setzte seinen Fall auf die „Urgent Action“-Liste; etliche Botschaften intervenierten zu Gunsten des Inhaftierten. Am 25. August 2009 kam Misabiko auf Kaution frei und konnte nach Südafrika ausreisen. 
Seine Frau Rose Maua (im November 2014 verstorben) und seine fünf Kinder durften die Demokratische Republik Kongo nicht verlassen.
Golden Misabiko unterstützt weltweit und schwerpunktmäßig in Afrika den gewaltlosen Kampf gegen Uranabbau, unternimmt Vortragsreisen, leitet Workshops und arbeitet an der Entwicklung von Netzwerken.
In seiner Dankesrede, anlässlich der Verleihung des Nuclear-Free Future Award in München am 17. Oktober 2014 sagte er: „Aufgeben ist keine Option!“
Der Dokumentarfilmer Marcel Kolvenbach hat 2013 für seinen Film Atomic Africa u. a. Golden Misabiko und dessen Mitstreiter Anthony Lymunda auf Informationsveranstaltungen durch mehrere afrikanische Staaten begleitet.